# Bad Niedernauer Römerquelle
Die Bad Niedernauer Römerquelle ist eine Heilwasserquelle im Kurort Bad Niedernau in einem Seitental des Neckars nahe der Stadt Rottenburg am Neckar. Sie wird 1471 zum ersten Mal erwähnt.

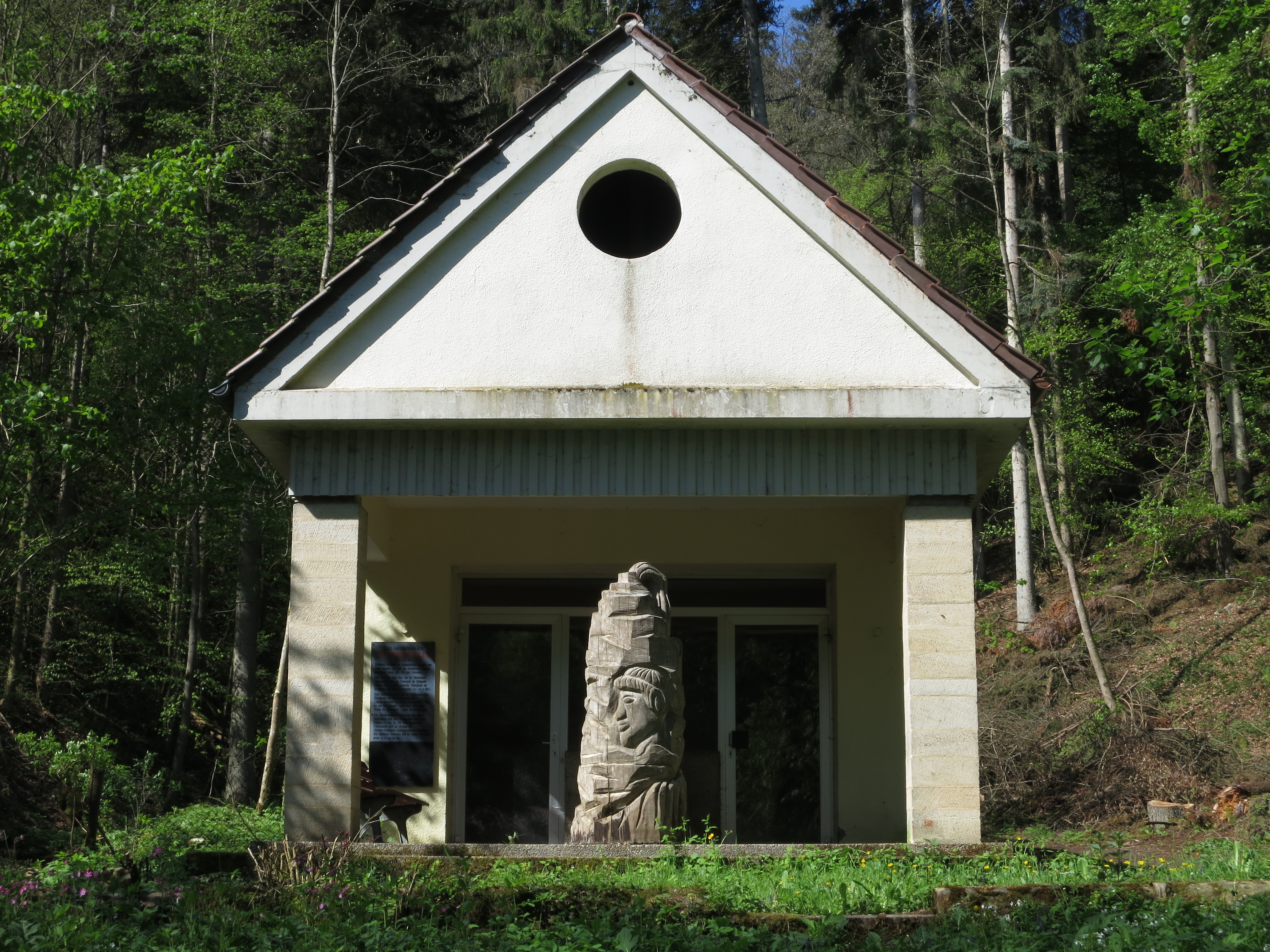
Quellhaus der Römerquelle

Die Quelle war bereits während der Römerzeit als Heilquelle bekannt. In unmittelbarer Nähe der Quelle wurden sowohl zahlreiche römische Münzen als auch ein gut erhaltenes Steinrelief des Apollo bzw. Grannus, dem gallorömischen Heil- und Quellgott, gefunden. Das Bildnis ist heute in einem Quellhaus am Ausgang der Wolfsschlucht zu besichtigen. Der öffentlich zugängliche Wasserhahn am Brunnenhäuschen, an dem bisher kostenlos Wasser aus der Römerquelle genutzt werden konnte, wird seit 2020 nicht mehr betrieben.
Das Bad Niedernauer Heilwasser ist wegen seines Kohlendioxidanteils sehr bekömmlich und hat einen angenehm erfrischenden Geschmack. Zusätzlich besitzt die Bad Niedernauer Römerquelle eine wissenschaftlich nachgewiesene Heilwirkung: sie regt die Funktion von Magen und Darm an, verbessert die Calciumversorgung und wirkt unterstützend bei der Osteoporosebehandlung. Da die Römerquelle kaum Kochsalz enthält, ist sie auch für eine gesunde und ausgewogene Ernährung geeignet.
Inhaltsstoffe der Bad Niedernauer Römerquelle in mg/l:
| Natrium   | 12,40  | Fluorid          | 0,61    |
| Kalium    | 2,02   | Chlorid          | 20,30   |
| Lithium   | 0,22   | Bromid           | <0,01   |
| Ammonium  | 0,04   | Nitrat           | 2,40    |
| Magnesium | 57,10  | Sulfat           | 462,00  |
| Calcium   | 397,00 | Hydrogencarbonat | 899,10  |
| Strontium | 1,90   | Kohlendioxid     | 3080,00 |
| Mangan    | 0,01   |                  |         |

Die Römerquelle Bad Niedernau gehört der Brunnen Union St. Christophorus GmbH bzw. deren Tochterfirma Aqua Römer GmbH & Co. KG mit Sitz in Göppingen. Bis 2003 wurde der Niedernauer Sprudel noch vor Ort abgefüllt, danach in Tankwagen zur Abfüllung ins Göppinger Werk transportiert. Im Jahr 2020 gab Aqua Römer bekannt, sein Werk in Göppingen zu schließen und nur noch in Mainhardt (Landkreis Schwäbisch Hall) zu produzieren, da dort „hocheffiziente Abfüllanlagen“ und genug Quellwasser zur Verfügung stünden. Damit wurde die Sprudelgewinnung in Bad Niedernau ebenfalls eingestellt.